# Volta à Comunidade Valenciana de 2019
A 70.ª edição da Volta à Comunidade Valenciana é uma corrida de ciclismo em estrada por etapas que celebrou-se entre 6 e 10 de fevereiro de 2019 com início no município de Orihuela e final na cidade de Valência. O percurso consta de um total de 5 etapas sobre uma distância total de 647 km.
A carreira faz parte do circuito UCI Europe Tour de 2019 dentro da categoria 2.1. O vencedor final foi o espanhol Ion Izagirre da Astana seguido do espanhol Alejandro Valverde da Movistar e o também espanhol Pello Bilbao da Astana.

## Equipas participantes
Tomarão a partida um total de 24 equipas: 11 de categoria UCI World Tour de 2019 convidados pela organização; 11 de categoria Profissional Continental; e 2 de categoria Continental. Formando assim um pelotão de 167 ciclistas dos que acabaram 151. As equipas participantes foram:
| Equipes WorldTeam (11)- Movistar Team - Sky - UAE Team Emirates - Mitchelton-Scott - Katusha-Alpecin - AG2R La Mondiale - Bahrain-Merida - Astana - Team Jumbo-Visma - Dimension Data - CCC Team Equipes profissionais Continentais (11)- Cofidis, Solutions Crédits - Caja Rural-Seguros RGA - Direct Énergie - Israel Cycling Academy - Burgos-BH - Euskadi Basque Country-Murias - Gazprom-RusVelo - Nippo Vini Fantini Faizanè - Rally UHC Cycling - Sport Vlaanderen-Baloise - W52-FC Porto Equipes Continentais (2)- Fundación Euskadi - Kometa |
| |

## Percorrido
A Volta à Comunidade Valenciana dispôs de cinco etapas para um percurso total de 647 quilómetros, onde se contempla duas etapas em media montanha, uma etapas de planas, uma etapa em alta montanha e um contra-relógio individual. A estrada inclui a ascensão a 13 portos de montanha: duas de 1ª categoria, quatro de 2ª categoria e sete de 3ª categoria.
| Etapa | Data    | Percurso                | type                      | Distância (km) | Vencedor             | Líder geral          |
| ----- | ------- | ----------------------- | ------------------------- | -------------- | -------------------- | -------------------- |
| 1     | 6 fev.  | Orihuela – Orihuela     | contrarrelógio individual | 10,2           | Edvald Boasson Hagen | Edvald Boasson Hagen |
| 2     | 7 fev.  | Alicante – Alicante     | média montanha            | 166            | Matteo Trentin       | Edvald Boasson Hagen |
| 3     | 8 fev.  | Quart de Poblet – Chera | média montanha            | 194,3          | Greg Van Avermaet    | Edvald Boasson Hagen |
| 4     | 9 fev.  | Vila-real – Alcossebre  | alta montanha             | 188            | Adam Yates           | Ion Izagirre         |
| 5     | 10 fev. | Paterna – Valência      | etapa plana               | 88,5           | Dylan Groenewegen    | Ion Izagirre         |

## Desenvolvimento da carreira

### 1.ª etapa
Orihuela – Orihuela (10,2 km)
| \| Classificação por etapas \| Classificação por etapas \| Classificação por etapas \| Classificação por etapas \| Classificação por etapas \| \| Ciclista \| Ciclista \| Equipe \| Tempo \| \| \| ------------------------ \| ------------------------ \| ------------------------ \| ------------------------ \| ------------------------ \| \| 1. \| Edvald Boasson Hagen \| Dimension Data \| 12m55s \| \| \| 2. \| Ion Izagirre \| Astana \| + 5s \| \| \| 3. \| Tony Martin \| Team Jumbo-Visma \| + 7s \| \| \| 4. \| Dylan Teuns \| Bahrain-Merida \| + 8s \| \| \| 5. \| Jos van Emden \| Team Jumbo-Visma \| + 10s \| \| \| 6. \| Nelson Oliveira \| Movistar Team \| + 11s \| \| \| 7. \| Pello Bilbao \| Astana \| + 13s \| \| \| 8. \| Alejandro Valverde \| Movistar Team \| + 14s \| \| \| 9. \| Jan Tratnik \| Bahrain-Merida \| + 19s \| \| \| 10. \| Daniel Martin \| UAE Team Emirates \| + 20s \| \| |                      |                   |        |
| |                      |                   |        |
| Fonte: ProCyclingStats |                      |                   |        |
| Classificação por etapas |                      |                   |        |
| Ciclista | Ciclista             | Equipe            | Tempo  |
| 1. | Edvald Boasson Hagen | Dimension Data    | 12m55s |
| 2. | Ion Izagirre         | Astana            | + 5s   |
| 3. | Tony Martin          | Team Jumbo-Visma  | + 7s   |
| 4. | Dylan Teuns          | Bahrain-Merida    | + 8s   |
| 5. | Jos van Emden        | Team Jumbo-Visma  | + 10s  |
| 6. | Nelson Oliveira      | Movistar Team     | + 11s  |
| 7. | Pello Bilbao         | Astana            | + 13s  |
| 8. | Alejandro Valverde   | Movistar Team     | + 14s  |
| 9. | Jan Tratnik          | Bahrain-Merida    | + 19s  |
| 10. | Daniel Martin        | UAE Team Emirates | + 20s  |

| \| Classificação geral \| Classificação geral \| Classificação geral \| Classificação geral \| Classificação geral \| \| Ciclista \| Ciclista \| Equipe \| Tempo \| \| \| ------------------- \| -------------------- \| ------------------- \| ------------------- \| ------------------- \| \| 1. \| Edvald Boasson Hagen \| Dimension Data \| 12m55s \| \| \| 2. \| Ion Izagirre \| Astana \| + 5s \| \| \| 3. \| Tony Martin \| Team Jumbo-Visma \| + 7s \| \| \| 4. \| Dylan Teuns \| Bahrain-Merida \| + 8s \| \| \| 5. \| Jos van Emden \| Team Jumbo-Visma \| + 10s \| \| \| 6. \| Nelson Oliveira \| Movistar Team \| + 11s \| \| \| 7. \| Pello Bilbao \| Astana \| + 13s \| \| \| 8. \| Alejandro Valverde \| Movistar Team \| + 14s \| \| \| 9. \| Jan Tratnik \| Bahrain-Merida \| + 19s \| \| \| 10. \| Daniel Martin \| UAE Team Emirates \| + 20s \| \| |                      |                   |        |
| |                      |                   |        |
| Fonte: ProCyclingStats |                      |                   |        |
| Classificação geral |                      |                   |        |
| Ciclista | Ciclista             | Equipe            | Tempo  |
| 1. | Edvald Boasson Hagen | Dimension Data    | 12m55s |
| 2. | Ion Izagirre         | Astana            | + 5s   |
| 3. | Tony Martin          | Team Jumbo-Visma  | + 7s   |
| 4. | Dylan Teuns          | Bahrain-Merida    | + 8s   |
| 5. | Jos van Emden        | Team Jumbo-Visma  | + 10s  |
| 6. | Nelson Oliveira      | Movistar Team     | + 11s  |
| 7. | Pello Bilbao         | Astana            | + 13s  |
| 8. | Alejandro Valverde   | Movistar Team     | + 14s  |
| 9. | Jan Tratnik          | Bahrain-Merida    | + 19s  |
| 10. | Daniel Martin        | UAE Team Emirates | + 20s  |

### 2.ª etapa
Alicante – Alicante (166 km)
| \| Classificação por etapas \| Classificação por etapas \| Classificação por etapas \| Classificação por etapas \| Classificação por etapas \| \| Ciclista \| Ciclista \| Equipe \| Tempo \| \| \| ------------------------ \| ------------------------ \| ----------------------------- \| ------------------------ \| ------------------------ \| \| 1. \| Matteo Trentin \| Mitchelton-Scott \| 4h10m12s \| \| \| 2. \| Nacer Bouhanni \| Cofidis, Solutions Crédits \| + 0s \| \| \| 3. \| Ben Swift \| Team Sky \| + 0s \| \| \| 4. \| Sonny Colbrelli \| Bahrain-Merida \| + 0s \| \| \| 5. \| Alexander Kristoff \| UAE Team Emirates \| + 0s \| \| \| 6. \| Edvald Boasson Hagen \| Dimension Data \| + 0s \| \| \| 7. \| Thomas Boudat \| Direct Énergie \| + 0s \| \| \| 8. \| Sondre Holst Enger \| Israel Cycling Academy \| + 0s \| \| \| 9. \| Enrique Sanz \| Euskadi Basque Country-Murias \| + 0s \| \| \| 10. \| Christopher Lawless \| Team Sky \| + 0s \| \| |                      |                               |          |
| |                      |                               |          |
| Fonte: ProCyclingStats |                      |                               |          |
| Classificação por etapas |                      |                               |          |
| Ciclista | Ciclista             | Equipe                        | Tempo    |
| 1. | Matteo Trentin       | Mitchelton-Scott              | 4h10m12s |
| 2. | Nacer Bouhanni       | Cofidis, Solutions Crédits    | + 0s     |
| 3. | Ben Swift            | Team Sky                      | + 0s     |
| 4. | Sonny Colbrelli      | Bahrain-Merida                | + 0s     |
| 5. | Alexander Kristoff   | UAE Team Emirates             | + 0s     |
| 6. | Edvald Boasson Hagen | Dimension Data                | + 0s     |
| 7. | Thomas Boudat        | Direct Énergie                | + 0s     |
| 8. | Sondre Holst Enger   | Israel Cycling Academy        | + 0s     |
| 9. | Enrique Sanz         | Euskadi Basque Country-Murias | + 0s     |
| 10. | Christopher Lawless  | Team Sky                      | + 0s     |

| \| Classificação geral \| Classificação geral \| Classificação geral \| Classificação geral \| Classificação geral \| \| Ciclista \| Ciclista \| Equipe \| Tempo \| \| \| ------------------- \| -------------------- \| ------------------- \| ------------------- \| ------------------- \| \| 1. \| Edvald Boasson Hagen \| Dimension Data \| 4h23m07s \| \| \| 2. \| Ion Izagirre \| Astana \| + 5s \| \| \| 3. \| Tony Martin \| Team Jumbo-Visma \| + 7s \| \| \| 4. \| Dylan Teuns \| Bahrain-Merida \| + 8s \| \| \| 5. \| Jos van Emden \| Team Jumbo-Visma \| + 11s \| \| \| 6. \| Pello Bilbao \| Astana \| + 12s \| \| \| 7. \| Alejandro Valverde \| Movistar Team \| + 14s \| \| \| 8. \| Jan Tratnik \| Bahrain-Merida \| + 18s \| \| \| 9. \| Daniel Martin \| UAE Team Emirates \| + 19s \| \| \| 10. \| Diego Rosa \| Team Sky \| + 20s \| \| |                      |                   |          |
| |                      |                   |          |
| Fonte: ProCyclingStats |                      |                   |          |
| Classificação geral |                      |                   |          |
| Ciclista | Ciclista             | Equipe            | Tempo    |
| 1. | Edvald Boasson Hagen | Dimension Data    | 4h23m07s |
| 2. | Ion Izagirre         | Astana            | + 5s     |
| 3. | Tony Martin          | Team Jumbo-Visma  | + 7s     |
| 4. | Dylan Teuns          | Bahrain-Merida    | + 8s     |
| 5. | Jos van Emden        | Team Jumbo-Visma  | + 11s    |
| 6. | Pello Bilbao         | Astana            | + 12s    |
| 7. | Alejandro Valverde   | Movistar Team     | + 14s    |
| 8. | Jan Tratnik          | Bahrain-Merida    | + 18s    |
| 9. | Daniel Martin        | UAE Team Emirates | + 19s    |
| 10. | Diego Rosa           | Team Sky          | + 20s    |

### 3.ª etapa
Quart de Poblet – Chera (194,3 km)
| \| Classificação por etapas \| Classificação por etapas \| Classificação por etapas \| Classificação por etapas \| Classificação por etapas \| \| Ciclista \| Ciclista \| Equipe \| Tempo \| \| \| ------------------------ \| ------------------------ \| -------------------------- \| ------------------------ \| ------------------------ \| \| 1. \| Greg Van Avermaet \| CCC Team \| 5h00m16s \| \| \| 2. \| Matteo Trentin \| Mitchelton-Scott \| + 0s \| \| \| 3. \| Luis León Sánchez \| Astana \| + 0s \| \| \| 4. \| Alejandro Valverde \| Movistar Team \| + 0s \| \| \| 5. \| Mike Teunissen \| Team Jumbo-Visma \| + 0s \| \| \| 6. \| Sergio Higuita \| Fundación Euskadi \| + 0s \| \| \| 7. \| Ben Swift \| Team Sky \| + 0s \| \| \| 8. \| Sonny Colbrelli \| Bahrain-Merida \| + 0s \| \| \| 9. \| Ion Izagirre \| Astana \| + 0s \| \| \| 10. \| Marco Canola \| Nippo-Vini Fantini-Faizanè \| + 0s \| \| |                    |                            |          |
| |                    |                            |          |
| Fonte: ProCyclingStats |                    |                            |          |
| Classificação por etapas |                    |                            |          |
| Ciclista | Ciclista           | Equipe                     | Tempo    |
| 1. | Greg Van Avermaet  | CCC Team                   | 5h00m16s |
| 2. | Matteo Trentin     | Mitchelton-Scott           | + 0s     |
| 3. | Luis León Sánchez  | Astana                     | + 0s     |
| 4. | Alejandro Valverde | Movistar Team              | + 0s     |
| 5. | Mike Teunissen     | Team Jumbo-Visma           | + 0s     |
| 6. | Sergio Higuita     | Fundación Euskadi          | + 0s     |
| 7. | Ben Swift          | Team Sky                   | + 0s     |
| 8. | Sonny Colbrelli    | Bahrain-Merida             | + 0s     |
| 9. | Ion Izagirre       | Astana                     | + 0s     |
| 10. | Marco Canola       | Nippo-Vini Fantini-Faizanè | + 0s     |

| \| Classificação geral \| Classificação geral \| Classificação geral \| Classificação geral \| Classificação geral \| \| Ciclista \| Ciclista \| Equipe \| Tempo \| \| \| ------------------- \| -------------------- \| -------------------------- \| ------------------- \| ------------------- \| \| 1. \| Edvald Boasson Hagen \| Dimension Data \| 9h23m23s \| \| \| 2. \| Ion Izagirre \| Astana \| + 5s \| \| \| 3. \| Dylan Teuns \| Bahrain-Merida \| + 8s \| \| \| 4. \| Nelson Oliveira \| Movistar Team \| + 11s \| \| \| 5. \| Pello Bilbao \| Astana \| + 12s \| \| \| 6. \| Alejandro Valverde \| Movistar Team \| + 14s \| \| \| 7. \| Daniel Martin \| UAE Team Emirates \| + 19s \| \| \| 8. \| Diego Rosa \| Team Sky \| + 20s \| \| \| 9. \| Jack Haig \| Mitchelton-Scott \| + 23s \| \| \| 10. \| Jesús Herrada \| Cofidis, Solutions Crédits \| + 24s \| \| |                      |                            |          |
| |                      |                            |          |
| Fonte: ProCyclingStats |                      |                            |          |
| Classificação geral |                      |                            |          |
| Ciclista | Ciclista             | Equipe                     | Tempo    |
| 1. | Edvald Boasson Hagen | Dimension Data             | 9h23m23s |
| 2. | Ion Izagirre         | Astana                     | + 5s     |
| 3. | Dylan Teuns          | Bahrain-Merida             | + 8s     |
| 4. | Nelson Oliveira      | Movistar Team              | + 11s    |
| 5. | Pello Bilbao         | Astana                     | + 12s    |
| 6. | Alejandro Valverde   | Movistar Team              | + 14s    |
| 7. | Daniel Martin        | UAE Team Emirates          | + 19s    |
| 8. | Diego Rosa           | Team Sky                   | + 20s    |
| 9. | Jack Haig            | Mitchelton-Scott           | + 23s    |
| 10. | Jesús Herrada        | Cofidis, Solutions Crédits | + 24s    |

### 4.ª etapa
Vila-real – Alcossebre (188 km)
| \| Classificação por etapas \| Classificação por etapas \| Classificação por etapas \| Classificação por etapas \| Classificação por etapas \| \| Ciclista \| Ciclista \| Equipe \| Tempo \| \| \| ------------------------ \| ------------------------ \| -------------------------- \| ------------------------ \| ------------------------ \| \| 1. \| Adam Yates \| Mitchelton-Scott \| 4h54m57s \| \| \| 2. \| Alejandro Valverde \| Movistar Team \| + 0s \| \| \| 3. \| Pello Bilbao \| Astana \| + 2s \| \| \| 4. \| Ion Izagirre \| Astana \| + 2s \| \| \| 5. \| Daniel Martin \| UAE Team Emirates \| + 4s \| \| \| 6. \| Sergio Higuita \| Fundación Euskadi \| + 5s \| \| \| 7. \| Jesús Herrada \| Cofidis, Solutions Crédits \| + 12s \| \| \| 8. \| Dylan Teuns \| Bahrain-Merida \| + 17s \| \| \| 9. \| Jack Haig \| Mitchelton-Scott \| + 17s \| \| \| 10. \| Ben Hermans \| Israel Cycling Academy \| + 25s \| \| |                    |                            |          |
| |                    |                            |          |
| Fonte: ProCyclingStats |                    |                            |          |
| Classificação por etapas |                    |                            |          |
| Ciclista | Ciclista           | Equipe                     | Tempo    |
| 1. | Adam Yates         | Mitchelton-Scott           | 4h54m57s |
| 2. | Alejandro Valverde | Movistar Team              | + 0s     |
| 3. | Pello Bilbao       | Astana                     | + 2s     |
| 4. | Ion Izagirre       | Astana                     | + 2s     |
| 5. | Daniel Martin      | UAE Team Emirates          | + 4s     |
| 6. | Sergio Higuita     | Fundación Euskadi          | + 5s     |
| 7. | Jesús Herrada      | Cofidis, Solutions Crédits | + 12s    |
| 8. | Dylan Teuns        | Bahrain-Merida             | + 17s    |
| 9. | Jack Haig          | Mitchelton-Scott           | + 17s    |
| 10. | Ben Hermans        | Israel Cycling Academy     | + 25s    |

| \| Classificação geral \| Classificação geral \| Classificação geral \| Classificação geral \| Classificação geral \| \| Ciclista \| Ciclista \| Equipe \| Tempo \| \| \| ------------------- \| -------------------- \| -------------------------- \| ------------------- \| ------------------- \| \| 1. \| Ion Izagirre \| Astana \| 14h18m27s \| \| \| 2. \| Alejandro Valverde \| Movistar Team \| + 7s \| \| \| 3. \| Pello Bilbao \| Astana \| + 7s \| \| \| 4. \| Daniel Martin \| UAE Team Emirates \| + 16s \| \| \| 5. \| Dylan Teuns \| Bahrain-Merida \| + 18s \| \| \| 6. \| Jesús Herrada \| Cofidis, Solutions Crédits \| + 29s \| \| \| 7. \| Jack Haig \| Mitchelton-Scott \| + 33s \| \| \| 8. \| Adam Yates \| Mitchelton-Scott \| + 34s \| \| \| 9. \| Edvald Boasson Hagen \| Dimension Data \| + 46s \| \| \| 10. \| Rui Costa \| UAE Team Emirates \| + 48s \| \| |                      |                            |           |
| |                      |                            |           |
| Fonte: ProCyclingStats |                      |                            |           |
| Classificação geral |                      |                            |           |
| Ciclista | Ciclista             | Equipe                     | Tempo     |
| 1. | Ion Izagirre         | Astana                     | 14h18m27s |
| 2. | Alejandro Valverde   | Movistar Team              | + 7s      |
| 3. | Pello Bilbao         | Astana                     | + 7s      |
| 4. | Daniel Martin        | UAE Team Emirates          | + 16s     |
| 5. | Dylan Teuns          | Bahrain-Merida             | + 18s     |
| 6. | Jesús Herrada        | Cofidis, Solutions Crédits | + 29s     |
| 7. | Jack Haig            | Mitchelton-Scott           | + 33s     |
| 8. | Adam Yates           | Mitchelton-Scott           | + 34s     |
| 9. | Edvald Boasson Hagen | Dimension Data             | + 46s     |
| 10. | Rui Costa            | UAE Team Emirates          | + 48s     |

### 5.ª etapa
Paterna – Valência (88,5 km)
| \| Classificação por etapas \| Classificação por etapas \| Classificação por etapas \| Classificação por etapas \| Classificação por etapas \| \| Ciclista \| Ciclista \| Equipe \| Tempo \| \| \| ------------------------ \| ------------------------ \| -------------------------- \| ------------------------ \| ------------------------ \| \| 1. \| Dylan Groenewegen \| Team Jumbo-Visma \| 1h50m17s \| \| \| 2. \| Alexander Kristoff \| UAE Team Emirates \| + 0s \| \| \| 3. \| Matteo Trentin \| Mitchelton-Scott \| + 0s \| \| \| 4. \| Luka Mezgec \| Mitchelton-Scott \| + 0s \| \| \| 5. \| Nacer Bouhanni \| Cofidis, Solutions Crédits \| + 0s \| \| \| 6. \| Michele Gazzoli \| Kometa \| + 0s \| \| \| 7. \| Sondre Holst Enger \| Israel Cycling Academy \| + 0s \| \| \| 8. \| Sonny Colbrelli \| Bahrain-Merida \| + 0s \| \| \| 9. \| Edvald Boasson Hagen \| Dimension Data \| + 0s \| \| \| 10. \| Giovanni Lonardi \| Nippo-Vini Fantini-Faizanè \| + 0s \| \| |                      |                            |          |
| |                      |                            |          |
| Fonte: ProCyclingStats |                      |                            |          |
| Classificação por etapas |                      |                            |          |
| Ciclista | Ciclista             | Equipe                     | Tempo    |
| 1. | Dylan Groenewegen    | Team Jumbo-Visma           | 1h50m17s |
| 2. | Alexander Kristoff   | UAE Team Emirates          | + 0s     |
| 3. | Matteo Trentin       | Mitchelton-Scott           | + 0s     |
| 4. | Luka Mezgec          | Mitchelton-Scott           | + 0s     |
| 5. | Nacer Bouhanni       | Cofidis, Solutions Crédits | + 0s     |
| 6. | Michele Gazzoli      | Kometa                     | + 0s     |
| 7. | Sondre Holst Enger   | Israel Cycling Academy     | + 0s     |
| 8. | Sonny Colbrelli      | Bahrain-Merida             | + 0s     |
| 9. | Edvald Boasson Hagen | Dimension Data             | + 0s     |
| 10. | Giovanni Lonardi     | Nippo-Vini Fantini-Faizanè | + 0s     |

## Classificações finais
- As classificações finalizaram da seguinte forma:[3]

### Classificação geral
| \| Classificação geral \| Classificação geral \| Classificação geral \| Classificação geral \| Classificação geral \| \| Ciclista \| Ciclista \| Equipe \| Tempo \| \| \| ------------------- \| -------------------- \| -------------------------- \| ------------------- \| ------------------- \| \| 1. \| Ion Izagirre \| Astana \| 16h08m44s \| \| \| 2. \| Alejandro Valverde \| Movistar Team \| + 7s \| \| \| 3. \| Pello Bilbao \| Astana \| + 7s \| \| \| 4. \| Daniel Martin \| UAE Team Emirates \| + 16s \| \| \| 5. \| Dylan Teuns \| Bahrain-Merida \| + 18s \| \| \| 6. \| Jesús Herrada \| Cofidis, Solutions Crédits \| + 29s \| \| \| 7. \| Jack Haig \| Mitchelton-Scott \| + 33s \| \| \| 8. \| Adam Yates \| Mitchelton-Scott \| + 34s \| \| \| 9. \| Edvald Boasson Hagen \| Dimension Data \| + 46s \| \| \| 10. \| Rui Costa \| UAE Team Emirates \| + 48s \| \| \| 11. \| Diego Rosa \| Team Sky \| + 57s \| \| \| 12. \| Nelson Oliveira \| Movistar Team \| + 59s \| \| \| 13. \| Sergio Higuita \| Fundación Euskadi \| + 1m06s \| \| \| 14. \| Ben Hermans \| Israel Cycling Academy \| + 1m14s \| \| \| 15. \| David de la Cruz \| Team Sky \| + 1m15s \| \| |                      |                            |           |
| |                      |                            |           |
| Fontes: ProCyclingStats Cycling Archives |                      |                            |           |
| Classificação geral |                      |                            |           |
| Ciclista | Ciclista             | Equipe                     | Tempo     |
| 1. | Ion Izagirre         | Astana                     | 16h08m44s |
| 2. | Alejandro Valverde   | Movistar Team              | + 7s      |
| 3. | Pello Bilbao         | Astana                     | + 7s      |
| 4. | Daniel Martin        | UAE Team Emirates          | + 16s     |
| 5. | Dylan Teuns          | Bahrain-Merida             | + 18s     |
| 6. | Jesús Herrada        | Cofidis, Solutions Crédits | + 29s     |
| 7. | Jack Haig            | Mitchelton-Scott           | + 33s     |
| 8. | Adam Yates           | Mitchelton-Scott           | + 34s     |
| 9. | Edvald Boasson Hagen | Dimension Data             | + 46s     |
| 10. | Rui Costa            | UAE Team Emirates          | + 48s     |
| 11. | Diego Rosa           | Team Sky                   | + 57s     |
| 12. | Nelson Oliveira      | Movistar Team              | + 59s     |
| 13. | Sergio Higuita       | Fundación Euskadi          | + 1m06s   |
| 14. | Ben Hermans          | Israel Cycling Academy     | + 1m14s   |
| 15. | David de la Cruz     | Team Sky                   | + 1m15s   |

### Classificação da montanha
| Classificação da montanha | Classificação da montanha | Classificação da montanha     | Classificação da montanha | Classificação da montanha |
| Ciclista                  | Ciclista                  | Equipe                        | Pontos                    |                           |
| ------------------------- | ------------------------- | ----------------------------- | ------------------------- | ------------------------- |
| 1.                        | Diego Rubio               | Burgos-BH                     | 41 pts                    |                           |
| 2.                        | Silvan Dillier            | AG2R La Mondiale              | 18 pts                    |                           |
| 3.                        | Preben Van Hecke          | Sport Vlaanderen-Baloise      | 18 pts                    |                           |
| 4.                        | João Rodrigues            | W52-FC Porto                  | 12 pts                    |                           |
| 5.                        | Adam Yates                | Mitchelton-Scott              | 6 pts                     |                           |
| 6.                        | Mikel Iturria             | Euskadi Basque Country-Murias | 6 pts                     |                           |
| 7.                        | Alejandro Valverde        | Movistar Team                 | 4 pts                     |                           |
| 8.                        | Joan Bou                  | Nippo-Vini Fantini-Faizanè    | 4 pts                     |                           |
| 9.                        | Nelson Oliveira           | Movistar Team                 | 3 pts                     |                           |
| 10.                       | Luis León Sánchez         | Astana                        | 3 pts                     |                           |

### Classificação da combinação
| Classificação por pontos | Classificação por pontos | Classificação por pontos   | Classificação por pontos | Classificação por pontos |
| Ciclista                 | Ciclista                 | Equipe                     | Pontos                   |                          |
| ------------------------ | ------------------------ | -------------------------- | ------------------------ | ------------------------ |
| 1.                       | Alejandro Valverde       | Movistar Team              | 11 pts                   |                          |
| 2.                       | Adam Yates               | Mitchelton-Scott           | 20 pts                   |                          |
| 3.                       | Pello Bilbao             | Astana                     | 25 pts                   |                          |
| 4.                       | Ion Izagirre             | Astana                     | 29 pts                   |                          |
| 5.                       | Luis León Sánchez        | Astana                     | 41 pts                   |                          |
| 6.                       | Silvan Dillier           | AG2R La Mondiale           | 79 pts                   |                          |
| 7.                       | Omar Fraile              | Astana                     | 109 pts                  |                          |
| 8.                       | Preben Van Hecke         | Sport Vlaanderen-Baloise   | 112 pts                  |                          |
| 9.                       | João Rodrigues           | W52-FC Porto               | 123 pts                  |                          |
| 10.                      | Joan Bou                 | Nippo-Vini Fantini-Faizanè | 146 pts                  |                          |

### Classificação dos jovens
| Classificação dos jovens | Classificação dos jovens  | Classificação dos jovens      | Classificação dos jovens | Classificação dos jovens |
| Ciclista                 | Ciclista                  | Equipe                        | Tempo                    |                          |
| ------------------------ | ------------------------- | ----------------------------- | ------------------------ | ------------------------ |
| 1.                       | Sergio Higuita            | Fundación Euskadi             | 16h09m49s                |                          |
| 2.                       | Aleksandr Vlasov          | Gazprom-RusVelo               | + 11s                    |                          |
| 3.                       | Steff Cras                | Katusha-Alpecin               | + 39s                    |                          |
| 4.                       | Juan Pedro López          | Kometa                        | + 1m20s                  |                          |
| 5.                       | Matej Mohorič             | Bahrain-Merida                | + 2m00s                  |                          |
| 6.                       | Kevin Deltombe            | Sport Vlaanderen-Baloise      | + 2m10s                  |                          |
| 7.                       | Nicola Bagioli            | Nippo-Vini Fantini-Faizanè    | + 2m17s                  |                          |
| 8.                       | Gonzalo Serrano Rodríguez | Caja Rural-Seguros RGA        | + 2m36s                  |                          |
| 9.                       | Iván García Cortina       | Bahrain-Merida                | + 2m50s                  |                          |
| 10.                      | Sergio Samitier           | Euskadi Basque Country-Murias | + 2m55s                  |                          |

### Classificação por equipas
| Classificação por equipes | Classificação por equipes  | Classificação por equipes | Classificação por equipes |
| Equipe                    | Equipe                     | Tempo                     |                           |
| ------------------------- | -------------------------- | ------------------------- | ------------------------- |
| 1.                        | Astana                     | 48h27m22s                 |                           |
| 2.                        | Sky                        | + 2m25s                   |                           |
| 3.                        | Mitchelton-Scott           | + 3m33s                   |                           |
| 4.                        | Bahrain-Merida             | + 3m51s                   |                           |
| 5.                        | CCC Team                   | + 3m52s                   |                           |
| 6.                        | Movistar Team              | + 5m25s                   |                           |
| 7.                        | Cofidis, Solutions Crédits | + 6m28s                   |                           |
| 8.                        | Dimension Data             | + 7m32s                   |                           |
| 9.                        | Fundación Euskadi          | + 7m34s                   |                           |
| 10.                       | Nippo Vini Fantini Faizanè | + 8m18s                   |                           |

## Evolução das Classificações
| Etapa                 | Vencedor              | Classificação geral  | Classificação da montanha | Classificação da combinação | Classificação dos jovens | Classificação por equipas |
| --------------------- | --------------------- | -------------------- | ------------------------- | --------------------------- | ------------------------ | ------------------------- |
| 1.ª                   | Edvald Boasson Hagen  | Edvald Boasson Hagen | não foi entregue          | Edvald Boasson Hagen        | Harry Tanfield           | Astana                    |
| 2.ª                   | Matteo Trentin        | Edvald Boasson Hagen | Diego Rubio               | Omar Fraile                 | Mads Würtz               | Astana                    |
| 3.ª                   | Greg Van Avermaet     | Edvald Boasson Hagen | Diego Rubio               | Luis León Sánchez           | Iván García Cortina      | Astana                    |
| 4.ª                   | Adam Yates            | Ion Izagirre         | Diego Rubio               | Alejandro Valverde          | Sergio Higuita           | Astana                    |
| 5.ª                   | Dylan Groenewegen     | Ion Izagirre         | Diego Rubio               | Alejandro Valverde          | Sergio Higuita           | Astana                    |
| Classificações fianis | Classificações fianis | Ion Izagirre         | Diego Rubio               | Alejandro Valverde          | Sergio Higuita           | Astana                    |

## UCI World Ranking
A Volta à Comunidade Valenciana outorga pontos para o UCI World Ranking para corredores das equipas nas categorias UCI World Team, Profissional Continental e Equipas Continentais. As seguintes tabelas mostram o barómetro de pontuação e os 10 corredores que obtiveram mais pontos:
| Posição             | 1.º | 2.º | 3.º | 4.º | 5.º | 6.º | 7.º | 8.º | 9.º | 10.º | 11.º | 12.º | 13.º-15.º | 16.º-25.º |
| Classificação geral | 125 | 85  | 70  | 60  | 50  | 40  | 35  | 30  | 25  | 20   | 15   | 10   | 5         | 3         |
| Por etapa           | 14  | 5   | 3   |     |     |     |     |     |     |      |      |      |           |           |
| Líder               | 3   |     |     |     |     |     |     |     |     |      |      |      |           |           |

| Classificação |                      |                            |       |       |       |       |
| Posição       | Ciclista             | Equipa                     | Geral | Etapa | Líder | Total |
| ------------- | -------------------- | -------------------------- | ----- | ----- | ----- | ----- |
| 1.º           | Ion Izagirre         | Astana                     | 125   | 5     | 3     | 133   |
| 2.º           | Alejandro Valverde   | Movistar                   | 85    | 5     | -     | 90    |
| 3.º           | Pello Bilbao         | Astana                     | 70    | 3     | -     | 73    |
| 4.º           | Daniel Martin        | UAE Emirates               | 60    | -     | -     | 60    |
| 5.º           | Dylan Teuns          | Bahrain Merida             | 50    | -     | -     | 50    |
| 6.º           | Edvald Boasson Hagen | Dimension Data             | 25    | 14    | 9     | 48    |
| 7.º           | Adam Yates           | Mitchelton-Scott           | 30    | 14    | -     | 44    |
| 8.º           | Jesús Herrada        | Cofidis, Solutions Crédits | 40    | -     | -     | 40    |
| 9.º           | Jack Haig            | Mitchelton-Scott           | 35    | -     | -     | 35    |
| 10.º          | Matteo Trentin       | Mitchelton-Scott           | -     | 22    | -     | 22    |